# Broniszewice (przystanek kolejowy)
Broniszewice – dawny przystanek osobowy w Broniszewicach, w gminie Czermin, w powiecie pleszewskim, w woj. wielkopolskim, w Polsce. Położony na dawnej wąskotorowej linii kolejowej z Krotoszyna Wąskotorowego do Broniszewic. Został wybudowany w czasie II wojny światowej przez Niemców. W latach 70. XX wieku został rozebrany.